# Paolo Urso

Wappen von Paolo Urso

Paolo Urso (* 17. April 1940 in Acireale, Provinz Catania, Italien) ist ein italienischer römisch-katholischer Geistlicher und emeritierter Bischof von Ragusa.

## Biographie
Paolo Urso, geboren in Sizilien, wurde am 7. Oktober 1962 zum Priester geweiht.
Am 16. Februar 2002 wurde er von Papst Johannes Paul II. zum Bischof von Ragusa ernannt. Die Bischofsweihe spendete ihm der Erzbischof von Palermo, Salvatore Kardinal De Giorgi, am 12. April desselben Jahres. Mitkonsekratoren waren der Bischof von Acireale, Salvatore Gristina, und der Apostolische Nuntius in Italien, Erzbischof Paolo Romeo.
In der Sizilianischen Bischofskonferenz war Paolo Urso Delegierter für Klerus, Seminare und Berufungen. Im Januar 2012 hat sich Paolo Urso öffentlich für die staatliche Anerkennung gleichgeschlechtlicher Paare ausgesprochen.
Papst Franziskus nahm am 7. Oktober 2015 seinen altersbedingten Rücktritt an.